# Universidad de Odontología de Kyushu

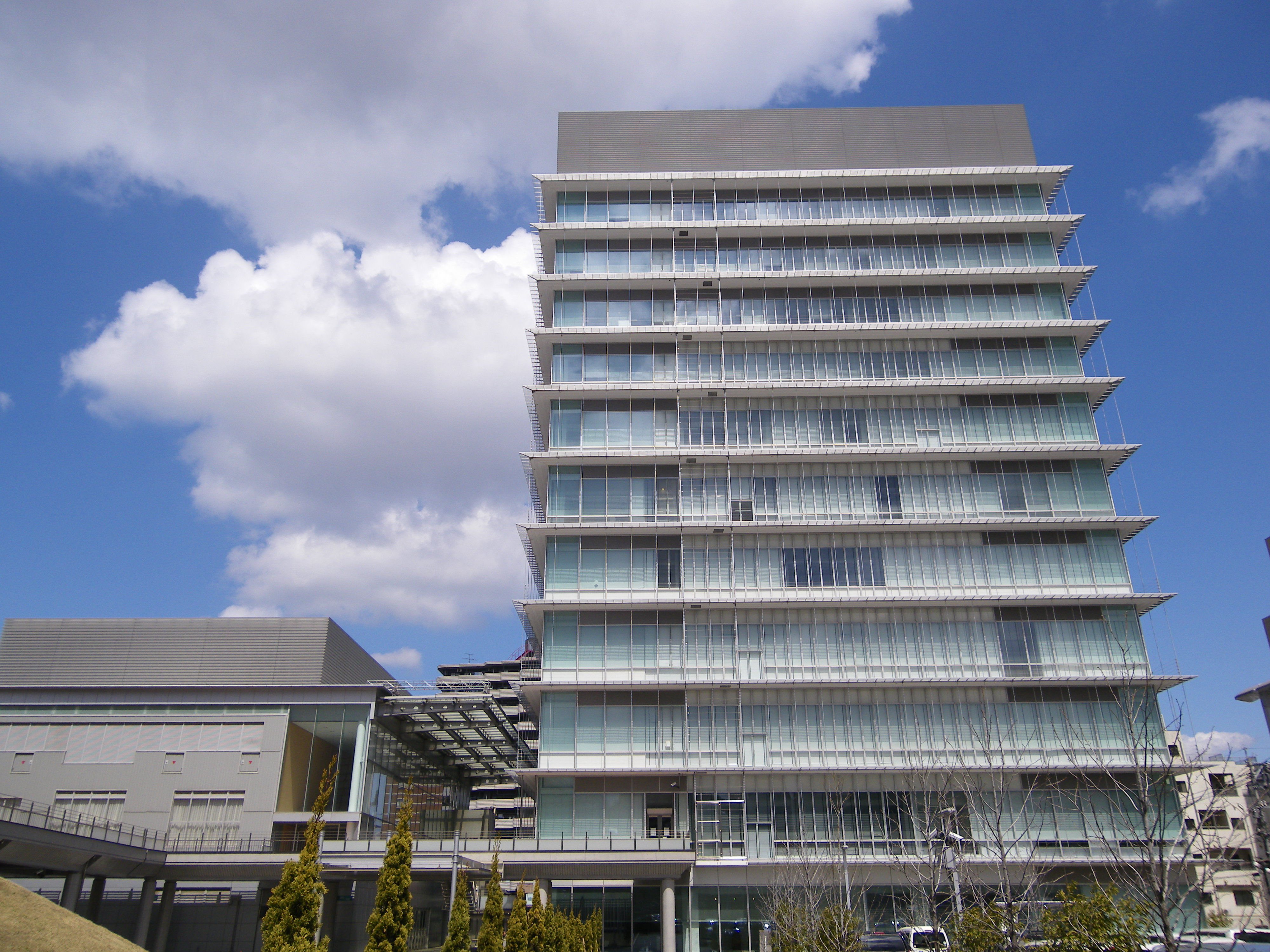
Universidad de Odontología de Kyushu

La Universidad de Odontología de Kyushu (九州歯科大学 Kyūshū shika daigaku?) es una universidad pública ubicada en Kitakyushu (Fukuoka), Japón. La institución predecesora de la escuela fue fundada en 1914, y fue considerada como universidad en 1949.